# Melanippos (Sohn des Astakos)
Melanippos (altgriechisch Μελάνιππος Melánippos, lateinisch Melanippus) war ein Thebaner, der die Stadt gegen die Sieben verteidigte und dabei ums Leben kam.
Sein Vater war Astakos, ein als edel und stolz beschriebener Mann spartischer Abstammung. Melanippos hatte drei Brüder, die ebenfalls bei der Verteidigung Thebens kämpften: Ismaros, Leades und Amphidikos.
Im Stück des Aischylos verteidigte er das proitidische Tor (benannt nach Proitos, dem König von Tiryns) gegen Tydeus. Dabei erschlug er Mekisteus und verwundete Tydeus tödlich.
Melanippos wurde von Tydeus selbst oder von Amphiaraos getötet. Tydeus verlangte dessen Haupt, öffnete den Schädel und schlürfte das Hirn aus. Die Göttin Athene war darüber so empört, dass sie ihren ursprünglichen Plan, Tydeus die Unsterblichkeit zu verleihen, wieder verwarf. Der Bibliotheke des Apollodor zufolge wurde Tydeus von Amphiaraos aus Rache zu diesem kannibalischen Akt verleitet.
Kleisthenes von Sikyon richtete ihm einen Kult in Sikyon ein, dem er die bis dahin dem Adrastos geltenden Feste und Opfer übertrug. Noch zu Pausanias’ Zeiten zeigte man das Grab des Melanippos in der Nähe von Theben.